# Einhornhöhle (Österreich)
Die Einhornhöhle (auch Hirnflitzsteinhöhle und Oakirnlucke) befindet sich im Naturpark Hohe Wand bei Dreistetten in Niederösterreich und ist über markierte Wanderwege in ca. 20 Minuten von Dreistetten aus zu erreichen (Hinweisschilder, siehe Abbildung). Von Ostern bis Ende September an Sonn- und Feiertagen werden Führungen angeboten, die rund 20 Minuten dauern. Die Höhle ist heute als Naturdenkmal geschützt.

## Beschreibung
Mit der Führung gelangt man zuerst über einen künstlich errichteten Stollen in die Höhle. Der natürliche Eingang befindet sich oberhalb des heutigen Eingangs, einsehbar vom heutigen Weg. Vor dem künstlichen Stollen wurde eine Hütte gebaut, durch die man zum Stolleneingang gelangt. In der Höhle befährt man zuerst einen Seitengang und danach folgt man dem Hauptgang bis zur ersten Engstelle. In der Halle vor dieser Engstelle befinden sich die größten, im Zuge der Führung zu besichtigenden Tropfsteine (etwa einen Meter hohe Stalagmiten, siehe Abbildung). Von der Verzweigung der beiden Gänge bis zu dieser Halle befährt man einen Gang, in dem man einen Sintervorhang und einige Stalaktiten an den Decken besichtigen kann, in einer seitlichen Nische mit einer Barbarastatue auch Perlsinter.

## Geschichte
Die Höhle wurde 1927 von Otto Langer sen. entdeckt und 1930 als Schauhöhle eröffnet. Im Zweiten Weltkrieg diente die Höhle als Zufluchtsstätte. 1958 war sie dann als Schauhöhle wieder zugänglich. 1964 wurden die Einbauten von Otto Langer jun. modernisiert.
In der Höhle wurden viele Tierknochen aus dem Pleistozän (hauptsächlich Höhlenbär) entdeckt, einige Exponate werden in der Höhle ausgestellt, beziehungsweise sind in den Gesteinsschichten erkennbar (zum Beispiel einzelne Zähne oder Knochen). Daneben auch Funde aus der Bronze- und Hallstattzeit.

## Galerie

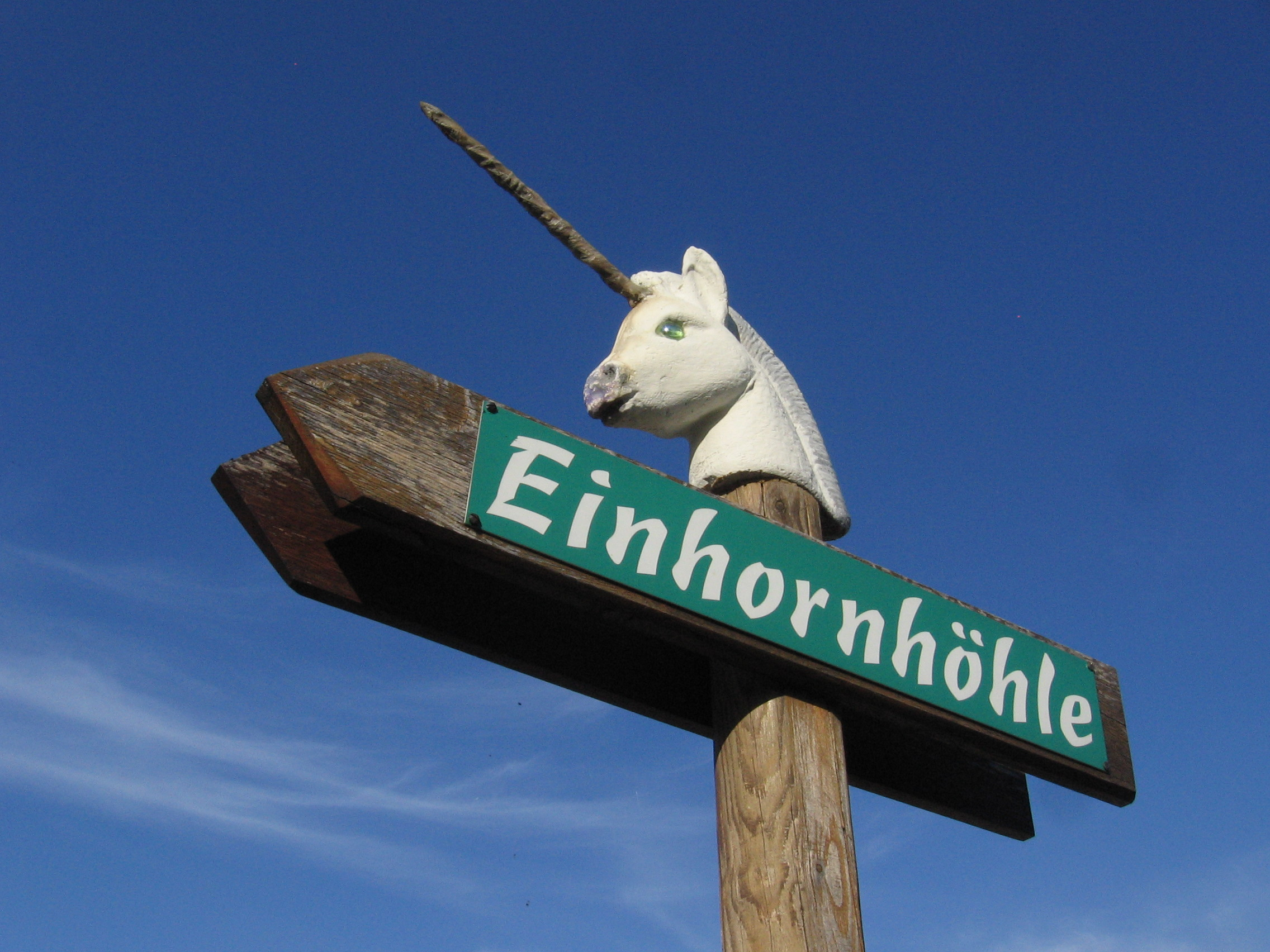
Am Weg zur Höhle (September 2007)
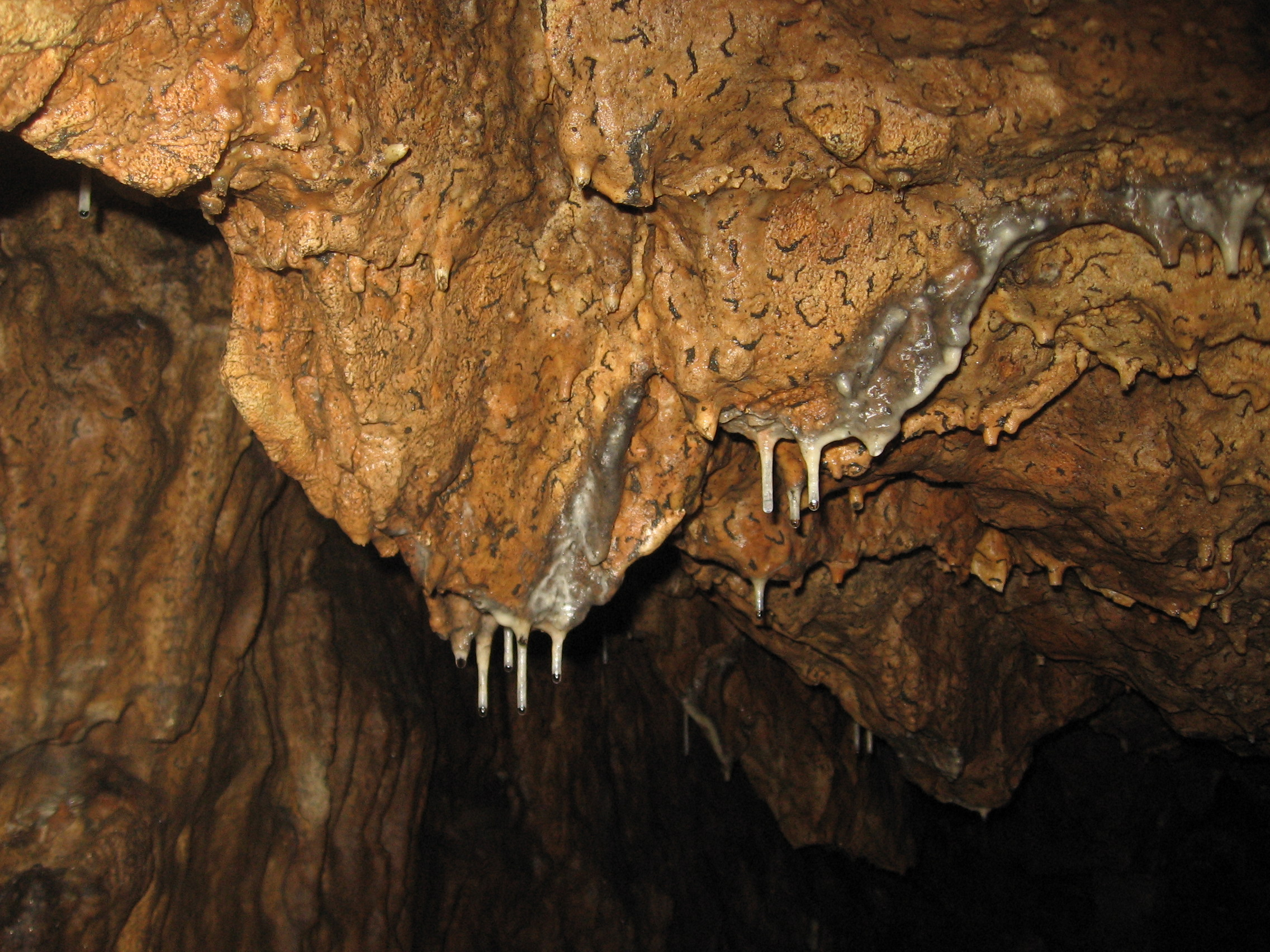
Stalaktiten (September 2007)
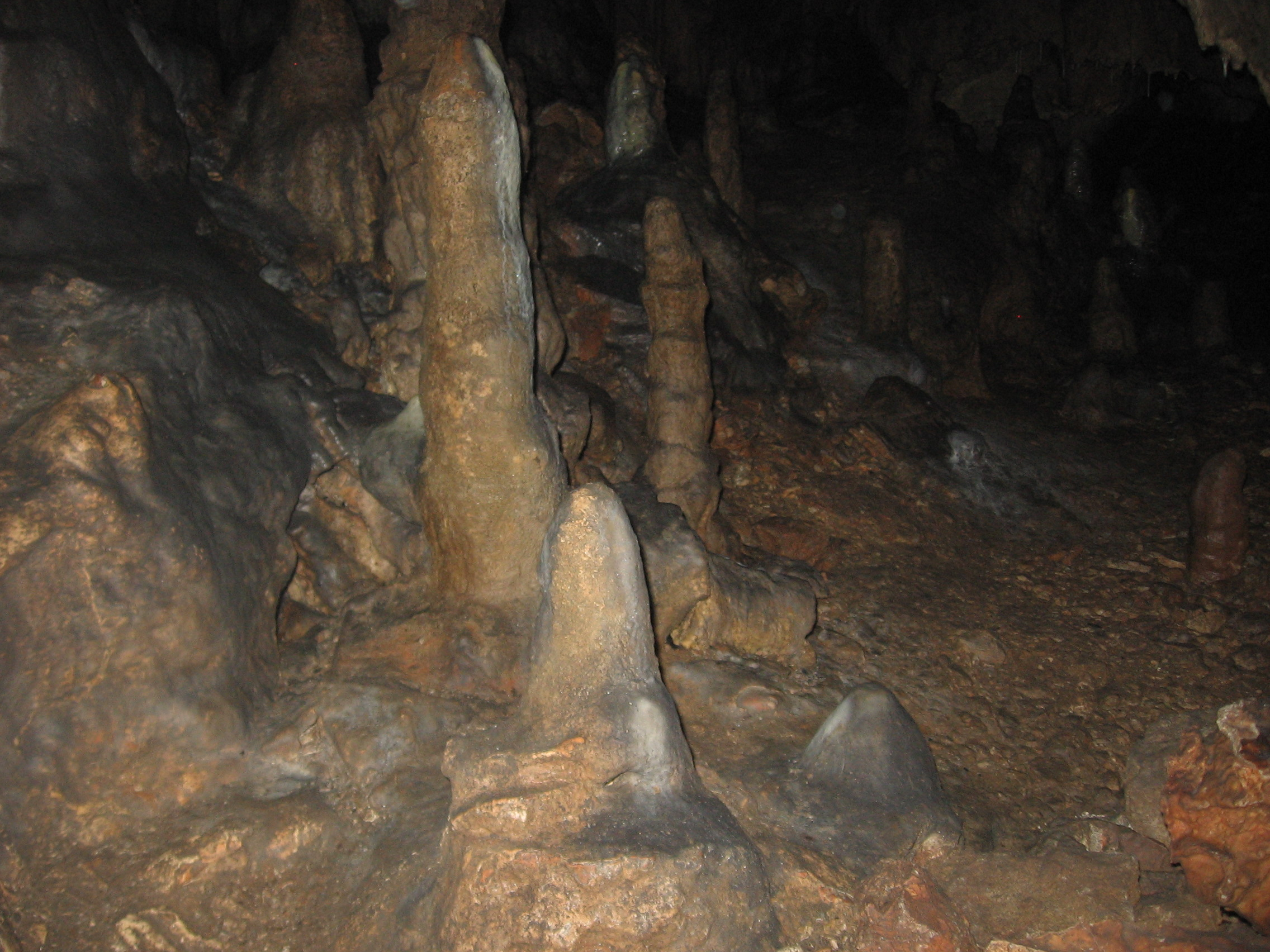
Stalagmiten im Zwergenreich (September 2007)